# Apocryptus nitidus
Apocryptus nitidus är en stekelart som beskrevs av Gupta 1983. Apocryptus nitidus ingår i släktet Apocryptus och familjen brokparasitsteklar. Inga underarter finns listade i Catalogue of Life.